# Nugzari Curcumia
Nugzari Curcumia (gruz. ნუგზარი წურწუმია; ur. 25 lutego 1997 w Chobi, zm. w lipcu 2024 tamże) – gruziński zapaśnik walczący w stylu klasycznym. Złoty medalista mistrzostw świata w 2019, srebrny w 2022 i 2023; brązowy w 2018 i 2021. Wicemistrz Europy w 2022; trzeci w 2018, 2020 i 2023. Trzeci w Pucharze Świata w 2022. 
Drugi na MŚ juniorów w 2015 i trzeci w 2016. Mistrz świata U-23 w 2018 i Europy U-23 w 2018 i 2019 i juniorów w 2016, trzeci w 2015 i 2017 roku. 3 lipca 2024 Gruzińska Federacja Zapaśnicza ogłosiła, że Nugzari Curcumia został znaleziony martwy w swoim domu. 